# Antimima granitica
Antimima granitica là một loài thực vật có hoa trong họ Phiên hạnh. Loài này được (L.Bolus) H.E.K.Hartmann mô tả khoa học đầu tiên năm 1998.